# Кастел дел Монте
 Тази статия е за замъка в Южна Италия.  За селото в Южна Италия вижте Кастел дел Монте (село).  
Кастел дел Монте (от италиански: „Замък на хълма“) е крепост от 13 век и замък, разположен на хълм в региона Апулия в югоизточна Италия.
Построен е от императора на Свещената римска империя Фридрих II в периода между 1240 и 1250 г., въпреки че навярно така и не е бил напълно довършен и никога не е бил предназначен за отбранителна крепост. През 18 век, вътрешните мрамори на замъка и останалите мебели са иззети. Той няма нито ров, нито мост.
Съгласно замисъла на императора замъкът е натоварен със силно символическо значение, както с разположението си, така и с неговата абсолютно правилна форма. Той е уникален образец на средновековна военна архитектура, в която са съчетани елементи на класическата античност, ислямския Изток и северноевропейската цистерианска готика. Защитен е като обект на световното наследство.

## Разположение
Кастел дел Монте е разположен на малък хълм в близост до манастира на Санта Мария дел Монте, на надморска височина 540 m. Когато е построен замъкът, районът е бил плодороден с изобилие от вода и буйна растителност. Намира се в община Андрия, провинция Барлета-Андрия-Трани и заема мястото на по-ранна крепост, от която не съществуват структурни останки.
Конструкцията на замъка се споменава само в един съвременен източник, документ, датиращ от 1240 г., в който светият римски император Фридрих II нарежда на губернатора на Капитаната да завърши някои работи по нея. Той никога не е завършен и няма доказателства, че императорът го е използвал като ловна хижа, както често се споменава. По-късно е превърнат в затвор, използван като убежище по време на чума, и накрая занемарен. Първоначално има мраморни стени и колони, но всички са разрушени от вандали или повторно използвани в строежи наблизо.

## Описание
Крепостта представлява октагонална /осмоъгълна/ призма с осмоъгълни бастиони на всеки ъгъл. Всяка стена има 8 стаи. Октагонът е замислен като междинен символ между квадрата (представящ земята) и кръга (представящ небето). Фридирх II може да е бил вдъхновен да построи замъка в тази форма от или от Куполът на Скалата в Ерусалим, който той вижда по време на Кръстоносните походи или от параклиса в Катедралата в Аахен.
Основната стена е висока 25 m, а всеки от осемте бастиона е по 26 m. Страните на основния октагон са 16.5 m дълги. Замъкът има диаметър 56 m. Главният му вход гледа на изток.
След като е бил изоставен за дълго време, замъкът е купен през 1876 г. за сумата от 25 хил. лири от италианското правителство, което започва процес на реставрация през 1928 г.
Замъкът Кастел дел Монте е включен в списъка на ЮНЕСКО с обекти на Световното и културно наследство през 1996.
Кастел дел Монте е изобразен на гърба на италианската монета от 1 евроцент.